# Clydonium fonsecai
Clydonium fonsecai là một loài tò vò trong họ Ichneumonidae.